# Йонуц Мазілу
Йо́нуц Костіне́ль Мазі́лу (рум. Ionuţ Costinel Mazilu, нар. 9 лютого 1982, Бухарест) — румунський футболіст, нападник. Найкращий бомбардир чемпіонату Румунії сезону 2005/2006 (22 голи).

## Клубна кар'єра
З 2008 по 2011 був гравцем дніпропетровського «Дніпра». У 2011 перейшов до київського «Арсенала»

## Міжнародна кар'єра
У складі національної збірної Румунії з футболу провів 14 матчів, забив 3 голи. Дебютував 8 червня 2005 року у матчі зі збірною Вірменії. Румуни впевнено перемогли 3:0.

## Титули і досягнення
- Володар Кубка Румунії (1):

Рапід (Бухарест): 2006-07
- Володар Суперкубка Румунії (1):

Рапід (Бухарест): 2007
- Найкращий бомбардир Чемпіонату Румунії (1):

Спортул Студенцеск: 2005-06